# Capmany (kommunhuvudort)
Capmany är en kommunhuvudort i Spanien.   Den ligger i provinsen Província de Girona och regionen Katalonien, i den östra delen av landet, 600 km öster om huvudstaden Madrid. Capmany ligger 109 meter över havet och antalet invånare är 487.
Terrängen runt Capmany är kuperad åt nordväst, men åt sydost är den platt.Runt Capmany är det glesbefolkat, med 19 invånare per kvadratkilometer. Närmaste större samhälle är Figueres, 12,4 km söder om Capmany. 